# Diskho
| Diskho |
| --- |
| Diskho med vask (i koppar). Diskhon (till höger) vattenfylls under diskningen, medan vasken (till vänster) nyttjas vid avsköljningen. - Betydelse – fast och öppen behållare för handdisk - Bakgrund – 1800-talet (det vidare begreppet ho sedan 1500-talet) - Relaterat begrepp – vask (slask), använd vid avsköljningen av disken |

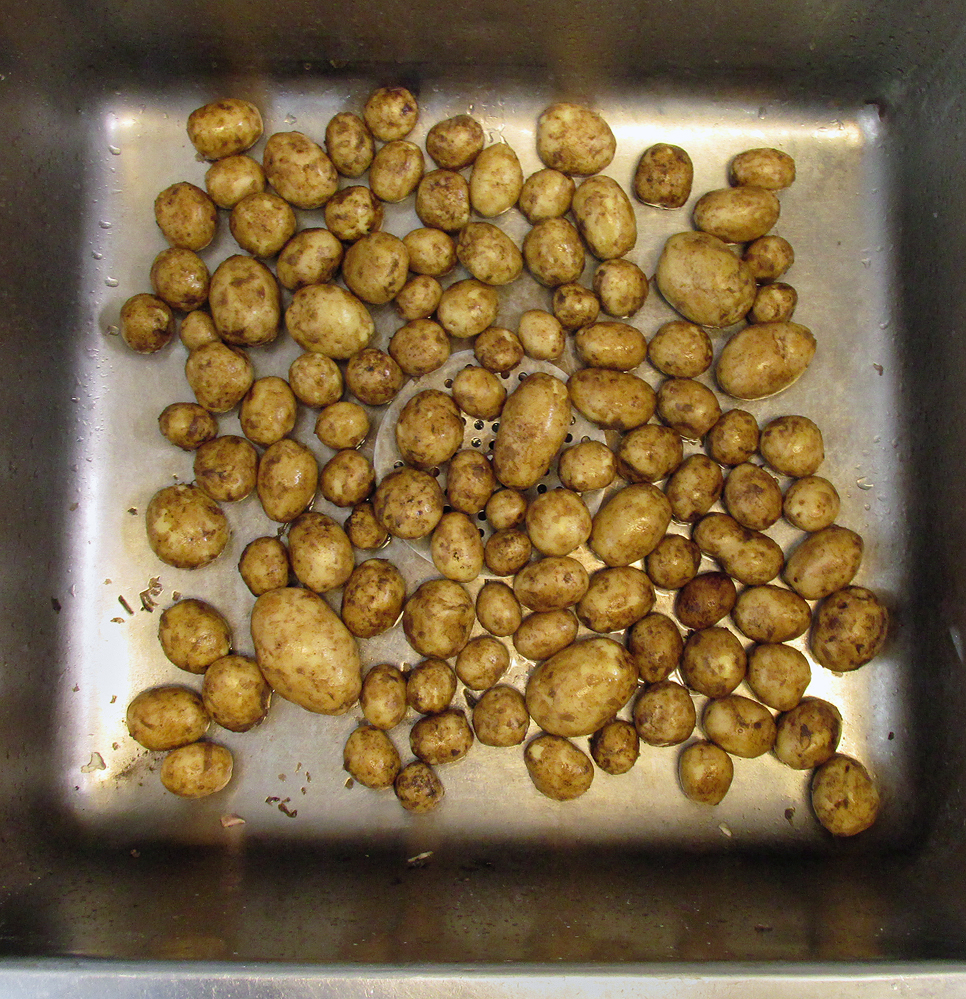
En stor diskho med sköljd potatis.

En diskho är en trågartad, fast och öppen behållare med avlopp (en ho) i en diskbänk. Den används till handdisk, då den vattenfylls med diskvatten.

## Beskrivning och bakgrund
Med vasken (även kallad slasken) avses en intilliggande ho som är diskbänkens huvudsakliga avlopp för spillvatten. Den har en perforerad botten och används vid avsköljning av det diskade godset. Begreppet slask är en förkortning av slasktratt, med syftning på den avsmalnande nedre delen där vattnet rinner ner, och finns i svensk skrift sedan 1894. En äldre betydelse för slask är som hink för köksavfall, som en kortform av ordet slaskhink. Ordet slasktratt finns i svensk skrift sedan 1886.
Begreppen diskho och vask (slask) förutsätter oftast att rinnande vatten är draget till köket, numera via en lång och roterbar vattenkran med varm- och kallvatten. Detta skedde i stor omfattning i de svenska hushållen i slutet av 1800-talet, då även de här orden blev vanligare i svensk skrift. Ordet vask finns dock skrivet sedan 1824. Ordet ho är emellertid äldre, med betydelse av urgröpning eller behållare för svinmat eller drickvatten för kreatur. I svensk skrift finns det sedan 1538.
Diskhoar var tidigare tillverkade av förzinkad eller emaljerad plåt och ställdes på köksbänken. Numera är de vanligtvis gjorda av rostfritt stål och infällda i diskbänken.

## Tvättho
En ho i ett tvättställ som är anpassad för handtvätt av textilier kallas istället för en tvättho. En sådan skiljer sig från till exempel diskhon genom att den har minst en lutande sida försedd men räfflor som på en tvättbräda. Tvätthon är normalt även större och djupare.